# 潘俊才

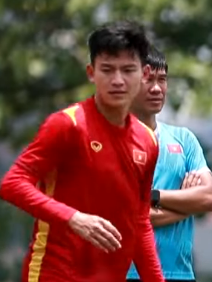
潘俊才

潘俊才 (2001年1月7日—)，出生在多樂省邦美蜀市，籍贯乂安省都梁县，是越南足球運動員，目前效力於越南足球乙級聯賽多樂FC司職後衛，是租借自越南足球甲級聯賽越南電信足球會。

## 榮譽
越南U23
- 東南亞足協U-23青年錦標賽: 2022
- 東南亞運動會: 2021

## 外部連結
- Soccerway資料庫：潘俊才